# Ansgar Lange

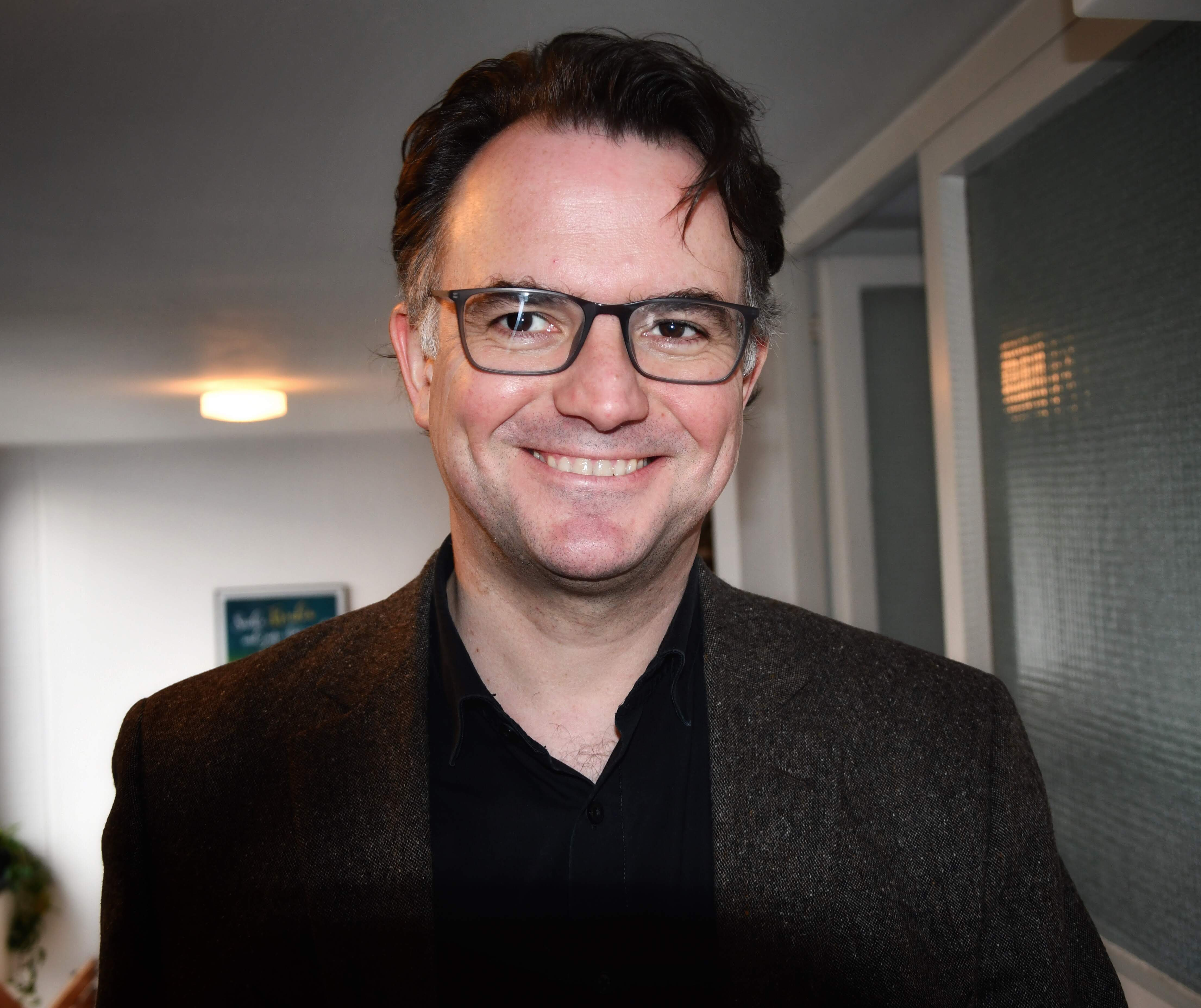
Ansgar Lange (2018)

Ansgar Lange (* 14. Februar 1971 in Arnsberg) ist ein deutscher Journalist und Kommunalpolitiker (CDU).

## Leben
Lange wuchs im Sauerland auf. Er studierte Politische Wissenschaft, Geschichte und Germanistik in Bonn mit dem Abschluss Magister artium. Während des Studiums war er freier Mitarbeiter der Konrad-Adenauer-Stiftung in Schloss Eichholz.
Er schrieb für verschiedene Printmedien, war fünf Jahre in einer PR-Agentur tätig und einige Zeit Pressesprecher bei der CDU-Fraktion im Rat der Stadt Wuppertal.
Lange war Chefredakteur der Zeitschrift Criticón, die 2005 in Neue Nachricht umbenannt wurde. Er schreibt für Zeitungen und Zeitschriften, darunter das TabulaRasa-Magazin, den Deutschlandfunk, den Schweizer Monat, die Zeitschrift für Parlamentsfragen, das Portal Isa-Guide, Civis mit Sonde, die Ruhrbarone, die Zeitschriften Rathausconsult und Wirtschaftsbild der Union Betriebs GmbH, die Politische Akademie der Österreichischen Volkspartei, PT-Magazin, die Junge Freiheit, die Huffington Post sowie in den Blogs eigentümlich frei, Die Freie Welt, und Die Neue Ordnung zu kulturellen, politischen und wirtschaftlichen Themen. Ferner ist er journalistisch für die österreichische Wochenzeitung Die Furche das Meinungs- und Debattenmagazin The European sowie die Tagespost tätig.
Lange ist katholisch und seit 2009 Fraktionsgeschäftsführer der CDU im Rat der Stadt Remscheid. Er bespricht in der Rubrik „Lange liest“ der CDU Remscheid regelmäßig politische und andere Bücher.

## Schriften
- Schlüsselbegriff: Mittelstand. Motor der Modernisierung oder Schattendasein im Glanz der Großen. In: Christian Sebastian Moder, Peter Danich, Dietmar Halper (Hrsg.): Schlüsselbegriffe der Demokratie, Böhlau Verlag, 2008, ISBN 978-3-205-78198-1, S. 199–132.